# 李恂
李 恂（り じゅん）は、五胡十六国時代の西涼の第3代（最後）の君主。公としては正式に即位しておらず、涼州刺史を称した。

## 生涯
太祖武昭王李暠の五男として生まれる。嘉興4年（420年）に兄の後主李歆が北涼を攻めて大敗し、太祖武宣王（沮渠蒙遜）に捕らえられて処刑され、都の酒泉が陥落すると、李恂は一族と共に北山へ逃亡した。後に李氏とゆかりの深かった敦煌に逃れた。このとき、北涼の追跡を受けたが、その軍を破って冠軍将軍・涼州刺史となって敦煌を支配し、兄の後を継ぐ形となった。
しかし永建2年（421年）3月に沮渠蒙遜の送り出した北涼軍の攻撃を受ける。李恂は敦煌に立て籠もって戦ったが、敗れて自殺した。これにより西涼は完全に滅亡した。

## 宗室

### 父母
- 父：李暠（太祖武昭王）

### 兄弟
- 兄：李歆（後主）